# SSH Communications Security
SSH Communications Security Oyj (auparavant Tectia Oyj) est une entreprise de cybersécurité spécialisée dans le chiffrement et le contrôle d'accès.

## Présentation
SSH Communications Security Corporation est cotée en bourse d'Helsinki depuis fin 2000.
SSH est connue pour avoir conçu et développé le protocole de sécurité Secure Shell (SSH).
Les clients de SSH sont des grandes institutions financières,, des revendeurs et des sociétés technologiques.

## Actionnaires
Au 29 février 2020, les plus grands actionnaires de SSH Communications Security Corporation sont:
| #  | Actionnaire           | Actions    | %     |
| -- | --------------------- | ---------- | ----- |
| 1  | Tatu Ylönen           | 18 317 123 | 47,21 |
| 2  | Juha Taneli Mikkonen  | 2 000 000  | 5,15  |
| 3  | Elo                   | 1 555 258  | 4,01  |
| 4  | Gaselli Capital Oy    | 1 150 000  | 2,96  |
| 5  | Ilmarinen oy          | 873 599    | 2,25  |
| 6  | Timo Kalevi Syrjälä   | 835 011    | 2,15  |
| 7  | Varma                 | 755 300    | 1,95  |
| 8  | Taaleritehdas         | 410 394    | 1,06  |
| 9  | Risto Juhani Kettunen | 370 000    | 0,95  |
| 10 | AC Invest Oy          | 338 293    | 0,87  |
|    | Total des 30 premiers | 28 547 497 | 73,57 |